# Борго Вал ди Таро
Бо̀го Ва̀л ди Та̀ро (на италиански: Borgo Val di Taro, обикновено наречено само Borgotaro, Борготаро, на местен диалект Borgtär, Боргътар) е градче и община в северна Италия, провинция Парма, регион Емилия-Романя. Разположено е на 411 m надморска височина. Населението на общината е 7185 души (към 2013 г.).